# Use My Voice
Use My Voice è un singolo del gruppo musicale statunitense Evanescence, pubblicato il 14 agosto 2020 come terzo estratto dal quinto album in studio The Bitter Truth.

## Descrizione
Il brano vede la collaborazione con alcune donne di spicco, tra cui Taylor Momsen del gruppo The Pretty Reckless, Lzzy Hale degli Halestorm, Sharon den Adel dei Within Temptation e la violinista Lindsey Stirling, che hanno prestato la loro voce per il ritornello. Riguardo alla canzone, Amy Lee ha dichiarato:

## Accoglienza
Per Loudwire il brano rappresenta una delle 66 migliori canzoni rock del 2020, mentre Consequence lo ha inserito al 25º posto nella classifica delle 30 migliori canzoni metal e hard rock dell'anno.

## Video musicale
Il video, diretto da Eric D. Howell, funge da metafora dei recenti movimenti di attivismo. Le immagini mostrano la cantante Amy Lee, inizialmente sola nell'oscurità, prendere parte ad un corteo. Accanto a lei, gli altri membri del gruppo ed altre persone marciano sventolando la bandiera a stelle e strisce, elevano torce verso il cielo e sfilano con l'espressione di chi è sceso in strada per cambiare le cose.

## Tracce
1. Use My Voice – 4:02

## Classifiche
| Classifica (2020)             | Posizione massima |
| ----------------------------- | ----------------- |
| Repubblica Ceca (modern rock) | 8                 |
| Stati Uniti (hard rock)       | 9                 |
| Stati Uniti (mainstream rock) | 17                |